# Двухполосый бегунок
Двухполосый бегунок (лат. Rhinoptilus africanus) — вид птиц из семейства тиркушковых. Выделяют восемь подвидов.

## Распространение
Обитают на территории Эфиопии, Сомали, ЮАР и Танзании.

## Описание
Корона у птицы бледная, с коричневыми или чёрными прожилками. Узкая чёрная полоса проходит от основания клюва через глаз к затылку. Щеки, подбородок, горло и шея желтовато-белые с темно-коричневыми пятнами. Перья на спинке и кроющих крыльев песочно-коричневые с темной серединой и широко окаймлены белыми или желтоватыми краями. Короткий клюв черноватый, глаза темно-коричневые, ноги бледно-серые.

## Биология
Питаются в основном насекомыми: муравьями, термитами, жуками.
Самка откладывает единственное яйцо, которое родители насиживают вместе. Затем они несколько недель кормят птенца мелкими насекомыми.